# Dimitri Mitropoulos

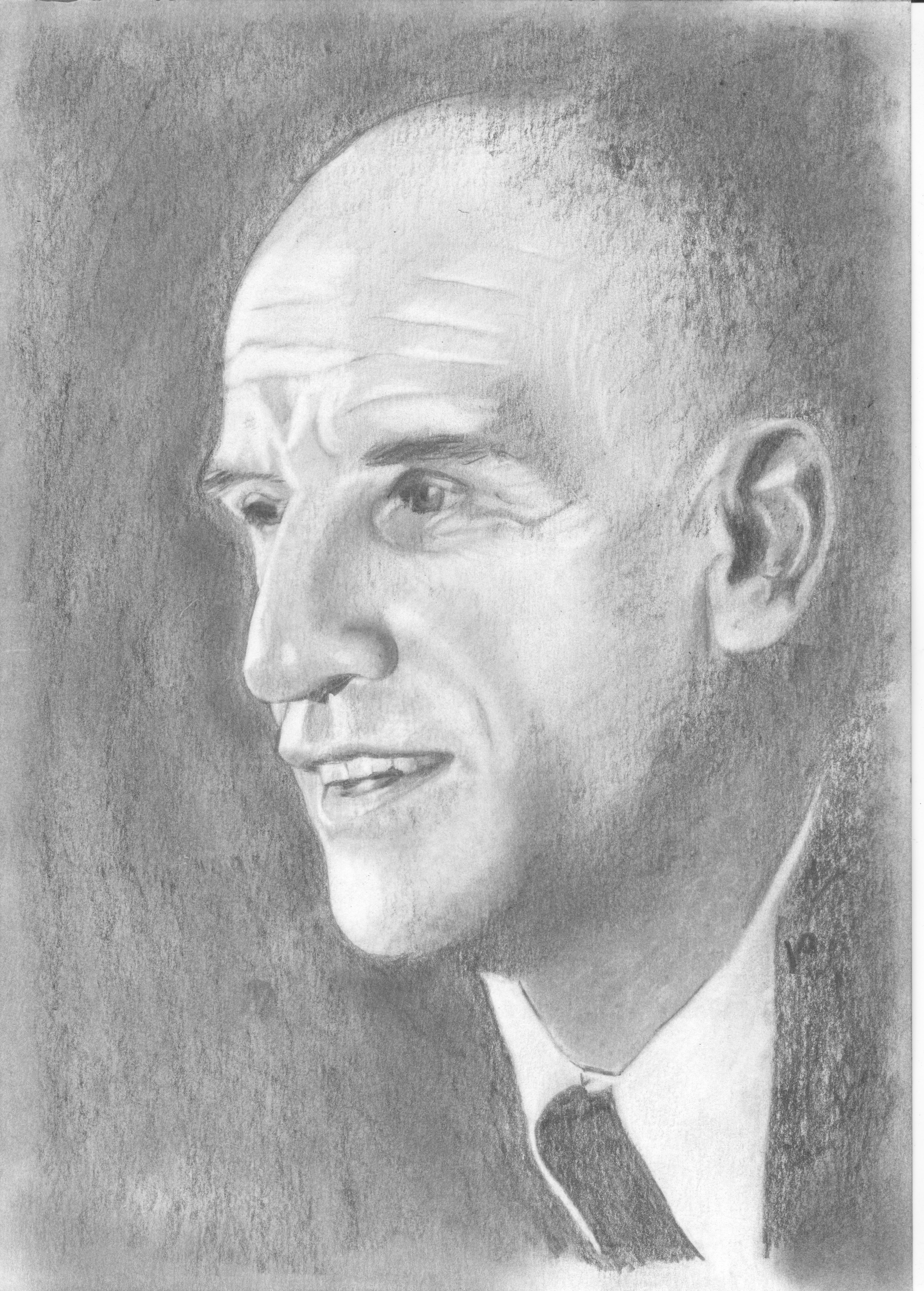
Dimitri Mitropoulos (Zeichnung)

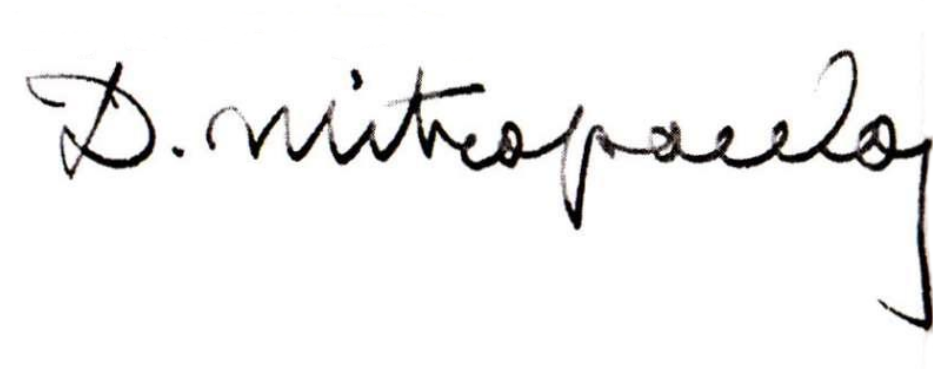

Dimitri Mitropoulos (griechisch Δημήτρης Μητρόπουλος; 18. Februarjul. / 1. März 1896greg. in Athen – 2. November 1960 in Mailand, Italien) war ein griechisch-amerikanischer Dirigent, Komponist und Pianist.

## Leben
Mitropoulos wurde in Athen geboren und studierte am Athener Konservatorium und in Brüssel und Berlin Musik, u. a. bei Ferruccio Busoni. Von 1921 bis 1925 war er Assistent von Erich Kleiber an der Berliner Staatsoper Unter den Linden. Anschließend übernahm er verschiedene Posten in Griechenland. 1930 spielte er bei einem Konzert mit den Berliner Philharmonikern den Solopart des 3. Klavierkonzerts von Sergei Prokofjew und leitete dabei das Orchester vom Flügel aus. Er war damit der erste moderne Musiker, der diese Doppelfunktion einnahm.
Mitropoulos debütierte 1936 in den USA mit dem Boston Symphony Orchestra. Er ließ sich in der Folgezeit in dem Land nieder und wurde 1946 amerikanischer Staatsbürger. Von 1937 bis 1949 war er Chefdirigent des Minneapolis Symphony Orchestra. Danach arbeitete er mit den New Yorker Philharmonikern, deren alleiniger Musikdirektor er 1951 als Nachfolger von Bruno Walter wurde. Aus Homosexuellenfeindschaft wurde Mitropoulos in dieser Position 1957 abgelöst. Leonard Bernstein wurde sein Nachfolger. Von 1954 bis 1960 dirigierte Mitropoulos regelmäßig als Gast an der Metropolitan Opera. Er führte dort eine Vielzahl von neuen Werken ein und dirigierte u. a. die Uraufführung von  Samuel Barbers Oper Vanessa, an deren Instrumentierung er mitgewirkt hatte.
Er starb in Mailand im Alter von 64 Jahren während einer Probe zu Gustav Mahlers 3. Sinfonie an einem Herzinfarkt.
Mitropoulos war ein anerkannter Interpret der Werke Gustav Mahlers und amerikanischer Musik sowie ein Verfechter zeitgenössischer Musik, etwa der Zweiten Wiener Schule. Sein letzter Auftritt bei den Salzburger Festspielen, wo er zuvor Don Giovanni (1956), Elektra (1957) und Vanessa (1958) geleitet hatte, war 1960 Mahlers 8. Sinfonie mit den Wiener Philharmonikern gewidmet. Für diese Leistung erhielt er von der Internationalen Gustav Mahler Gesellschaft Wien noch im selben Jahr die Goldene Mahler-Medaille.
Er komponierte eine Reihe von Orchesterwerken, Solowerken für Klavier und Arrangements von Orgelwerken  Johann Sebastian Bachs für Orchester.